# Jacques-François Menou
Jacques-François de Menou de Boussay, född den 3 september 1750 i Boussay, död den 13 augusti 1810 i Carpenedo, Venedig, var en fransk baron och militär.
Menou blev 1789 maréchal de camp och ett av adelns i Touraine ombud i den inkallade riksförsamlingen, där han slöt sig till tredje ståndet. År 1793 kämpade han mot rojalisterna i Vendée, följde 1798 Bonaparte till Egypten och blev efter Klébers död 1800 överbefälhavare för den franska hären där, men nödgades 1801 kapitulera. Han blev senare guvernör i Piemonte samt generalguvernör över Toskana 1808 och över Venetien 1809. I Egypten hade han gift sig med en dotter till innehavaren av baden i Rosette och, antagande förnamnet Abdallah, övergått till islam. Av Napoleon upphöjdes han till greve 1808.